# Panama ved OL
Panama deltog første gang i olympiske lege under sommer-OL 1928 i Amsterdam  og har siden deltaget i de fleste sommerlege. Nationen har aldrig deltaget i vinterlegene.

## Medaljeoversigt
| Panamas medaljer under de olympiske sommerlege | Panamas medaljer under de olympiske sommerlege | Panamas medaljer under de olympiske sommerlege | Panamas medaljer under de olympiske sommerlege | Panamas medaljer under de olympiske sommerlege | Panamas medaljer under de olympiske sommerlege |
| ---------------------------------------------- | ---------------------------------------------- | ---------------------------------------------- | ---------------------------------------------- | ---------------------------------------------- | ---------------------------------------------- |
| Lege                                           | Guld                                           | Sølv                                           | Bronze                                         | Totalt                                         | Rang                                           |
| 1928 Amsterdam                                 | 0                                              | 0                                              | 0                                              | 0                                              | –                                              |
| 1932 Los Angeles                               | Deltog ikke                                    | Deltog ikke                                    | Deltog ikke                                    | Deltog ikke                                    | Deltog ikke                                    |
| 1936 Berlin                                    | Deltog ikke                                    | Deltog ikke                                    | Deltog ikke                                    | Deltog ikke                                    | Deltog ikke                                    |
| 1948 London                                    | 0                                              | 0                                              | 2                                              | 2                                              | 32                                             |
| 1952 Helsingfors                               | 0                                              | 0                                              | 0                                              | 0                                              | –                                              |
| 1956 Melbourne                                 | Deltog ikke                                    | Deltog ikke                                    | Deltog ikke                                    | Deltog ikke                                    | Deltog ikke                                    |
| 1960 Rom                                       | 0                                              | 0                                              | 0                                              | 0                                              | –                                              |
| 1964 Tokyo                                     | 0                                              | 0                                              | 0                                              | 0                                              | –                                              |
| 1968 Mexico City                               | 0                                              | 0                                              | 0                                              | 0                                              | –                                              |
| 1972 München                                   | 0                                              | 0                                              | 0                                              | 0                                              | –                                              |
| 1976 Montréal                                  | 0                                              | 0                                              | 0                                              | 0                                              | –                                              |
| 1980 Moskva                                    | Deltog ikke                                    | Deltog ikke                                    | Deltog ikke                                    | Deltog ikke                                    | Deltog ikke                                    |
| 1984 Los Angeles                               | 0                                              | 0                                              | 0                                              | 0                                              | –                                              |
| 1988 Seoul                                     | 0                                              | 0                                              | 0                                              | 0                                              | –                                              |
| 1992 Barcelona                                 | 0                                              | 0                                              | 0                                              | 0                                              | –                                              |
| 1996 Atlanta                                   | 0                                              | 0                                              | 0                                              | 0                                              | –                                              |
| 2000 Sydney                                    | 0                                              | 0                                              | 0                                              | 0                                              | –                                              |
| 2004 Athen                                     | 0                                              | 0                                              | 0                                              | 0                                              | –                                              |
| 2008 Beijing                                   | 1                                              | 0                                              | 0                                              | 1                                              | 52                                             |
| 2012 London                                    | 0                                              | 0                                              | 0                                              | 0                                              | –                                              |
| 2016 Rio de Janeiro                            | 0                                              | 0                                              | 0                                              | 0                                              | –                                              |
| 2020 Tokyo                                     | 0                                              | 0                                              | 0                                              | 0                                              | –                                              |
| Totalt                                         | 1                                              | 0                                              | 2                                              | 3                                              |                                                |